# Branka Veselinović
Branka Veselinović (Servisch: Бранка Веселиновић) (Stari Bečej, 16 september 1918 – Belgrado, 8 februari 2023), geboren als Branka Ćosić, was een Servisch actrice. Haar acteercarrière besloeg een periode van ruim tachtig jaar, waarin ze in honderden toneelstukken heeft gespeeld en in 50 verschillende film- en televisieseries is verschenen. Anno 2022 was ze met haar 103-jarige leeftijd de oudste nog actieve actrice in Servië. Bovendien was ze de oudste levenslange UNICEF-ambassadeur.
Branka Veselinović werd geboren als Branka Ćosić op 16 september 1918 in Stari Bečej, Oostenrijk-Hongarije. Ze was het zesde en voorlaatste kind van Aleksandar Ćosić, een bibliothecaris, en zijn vrouw, Jovanka Monašević, een lerares. Haar artistieke ouders stimuleerden haar en leerden haar al op jonge leeftijd piano spelen. Ook schreef Ćosić als kind haar eigen verzen, die ze later reciteerde.
Veselinović studeerde van 1936 tot 1938 aan het Nationaal Theater in Belgrado, om vervolgens een opleiding aan het Servische Nationale Theater in Novi Sad te volgen, waar ze haar debuut maakte als toneelactrice in het toneelstuk “Charles' Tante”. Later speelde ze in meerdere toneelstukken, waar ze bekend werd om haar humoristische en satirische rollen. In 1940 verhuisde ze naar Belgrado, waarbij ze optrad in talloze toneelvoorstellingen in verschillende theaters. Tussen 1940 en 1978 gaf ze verschillende optredens in het Kunst Theater (1940-1942), het Nationaal Theater (1944-1947) en het Joegoslavisch Drama Theater (1947-1978). In 1964 ontving ze de Sterijino pozorje voor het spelen van de rol van ‘Gina’ in Branislav Nušić's productie “Bereaved Family”. In 1970 verscheen ze in Mel Brooks' verfilming van The Twelve Chairs.
Ćosić trouwde op 30 september 1948 met acteur en vertaler Mlađa Veselinović. Ćosić en Veselinović bleven ruim 64 jaar gehuwd, totdat hij in 2012 op 97-jarige leeftijd aan de gevolgen van ouderdom overleed. Ze was een goede vriendin van dichteres Desanka Maksimović (1898-1993) en acteur Mija Aleksić (1923-1995). Ze sprak meerdere talen, waaronder het Servo-Kroatisch, Russisch, Engels, Duits, Tsjechisch, Hongaars, Sloveens en Macedonisch. 
Veselinović vierde op 18 september 2018 haar 100-jarige leeftijd. 4,5 jaar later, in 2023, overleed Velisinović op 104-jarige leeftijd.
- Gemeinsame Normdatei: 131626892
- International Standard Name Identifier: 0000 0001 1449 0555
- Library of Congress Control Number: no2009021319
- Virtual International Authority File: 78949721
- WorldCat: E39PBJtCykGPHGGt9MyT3Dmw4q